# Bamingui
Bamingui är en ort i Centralafrikanska republiken.   Den ligger i prefekturen Bamingui-Bangoran, i den centrala delen av landet, 400 km nordost om huvudstaden Bangui. Bamingui ligger 431 meter över havet och antalet invånare är 6 230.
Terrängen runt Bamingui är platt. Trakten runt Bamingui är nära nog obefolkad, med mindre än två invånare per kvadratkilometer.. Det finns inga andra samhällen i närheten. 
I omgivningarna runt Bamingui växer huvudsakligen savannskog.